# Leichtathletik-Europameisterschaften 1950/80 m Hürden der Frauen

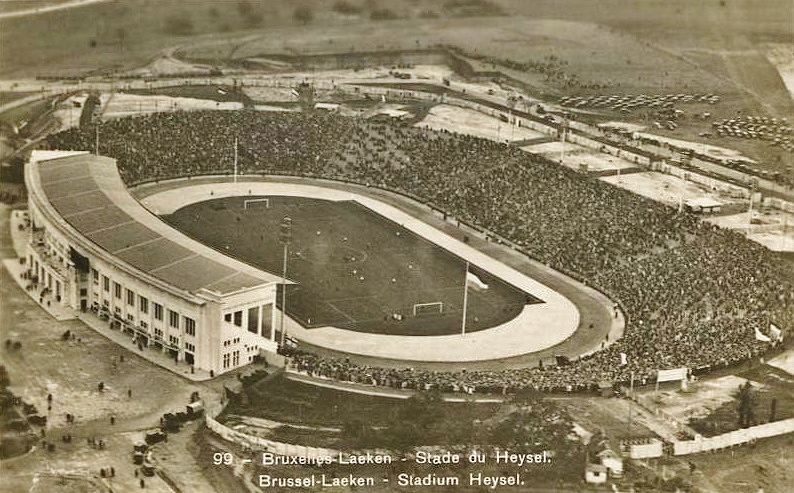
Das Brüsseler Heysel-Stadion in einer Luftaufnahme von 1935

Der 80-Meter-Hürdenlauf der Frauen bei den Leichtathletik-Europameisterschaften 1950 wurde am 25. und 26. August 1950 im Heysel-Stadion der belgischen Hauptstadt Brüssel ausgetragen.
Europameisterin wurde die Niederländerin Fanny Blankers-Koen. Sie gewann vor der Britin Maureen Dyson. Bronze ging an die Französin Micheline Ostermeyer.

## Rekorde

### Bestehende Rekorde
| Weltrekord           | 11,0 s | Fanny Blankers-Koen | Amsterdam, Niederlande                         | 20. Juni 1948      |
| Europarekord         | 11,0 s | Fanny Blankers-Koen | Amsterdam, Niederlande                         | 20. Juni 1948      |
| Meisterschaftsrekord | 11,6 s | Claudia Testoni     | EM Wien, damals Deutschland (heute Österreich) | 17. September 1938 |

### Rekordverbesserung
Der bestehende EM-Rekord wurde bei diesen Europameisterschaften dreimal verbessert:
- 11,5 s – Maureen Dyson (Großbritannien), erster Vorlauf am 25. August bei Windstille
- 11,3 s – Fanny Blankers-Koen (Niederlande), zweiter Vorlauf am 25. August bei einem Gegenwind von 0,1 m/s
- 11,1 s – Fanny Blankers-Koen (Niederlande), Finale am 26. August bei einem Rückenwind von 0,9 m/s

## Vorrunde
25. August 1950, 16.55 Uhr
Die Vorrunde wurde in drei Läufen durchgeführt. Die ersten beiden Athletinnen pro Lauf – hellblau unterlegt – qualifizierten sich für das Halbfinale.

### Vorlauf 1

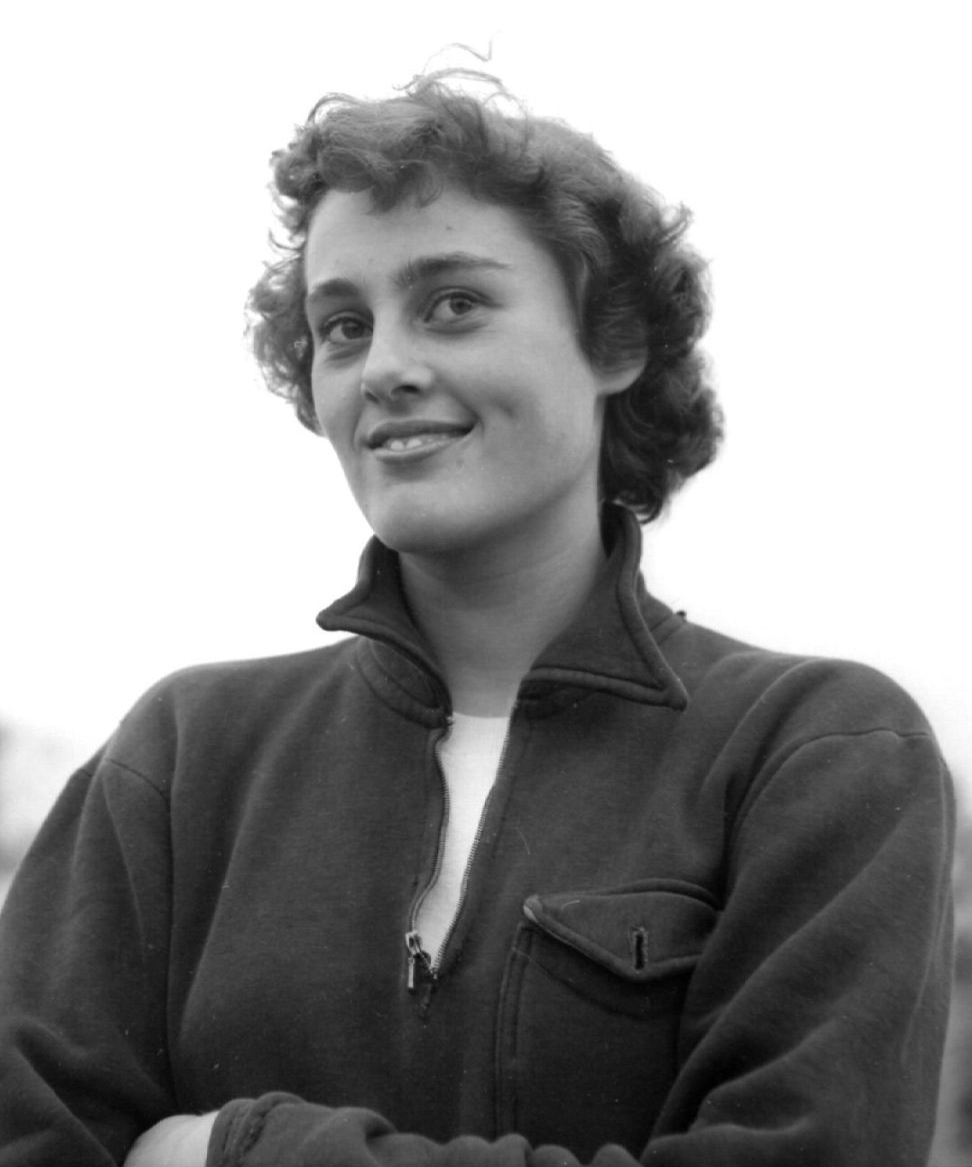
Wilhelmina Lust verpasste im ersten Vorlauf die Finalteilnahme um zwei Ränge

Wind: ±0,0 m/s
| Platz | Name            | Nation         | Zeit (s) |
| ----- | --------------- | -------------- | -------- |
| 1     | Maureen Dyson   | Großbritannien | 11,5 CR  |
| 2     | Elene Gokieli   | Sowjetunion    | 11,8     |
| 3     | Claudie Flament | Frankreich     | 12,1     |
| 4     | Wilhelmina Lust | Niederlande    | 12,2     |
| 5     | Maria Musso     | Italien        | 12,3     |

### Vorlauf 2
Wind: −0,1 m/s
| Platz | Name                 | Nation         | Zeit (s) |
| ----- | -------------------- | -------------- | -------- |
| 1     | Fanny Blankers-Koen  | Niederlande    | 11,3 CR  |
| 2     | Micheline Ostermeyer | Frankreich     | 11,5     |
| 3     | Sheila Pratt         | Großbritannien | 12,0     |
| 4     | Elfriede Steurer     | Österreich     | 12,2     |

### Vorlauf 3
Wind: −0,3 m/s
| Platz | Name                 | Nation         | Zeit (s) |
| ----- | -------------------- | -------------- | -------- |
| 1     | Jean Desforges       | Großbritannien | 11,7     |
| 2     | Alexandra Jakuschewa | Sowjetunion    | 11,8     |
| 3     | Yvette Monginou      | Frankreich     | 12,0     |
| 4     | Nel de Vos           | Niederlande    | 12,6     |
| 5     | Gertrud Heusser      | Schweiz        | 13,3     |
| 6     | Jenny van Gerdinge   | Belgien        | 13,5     |

## Finale

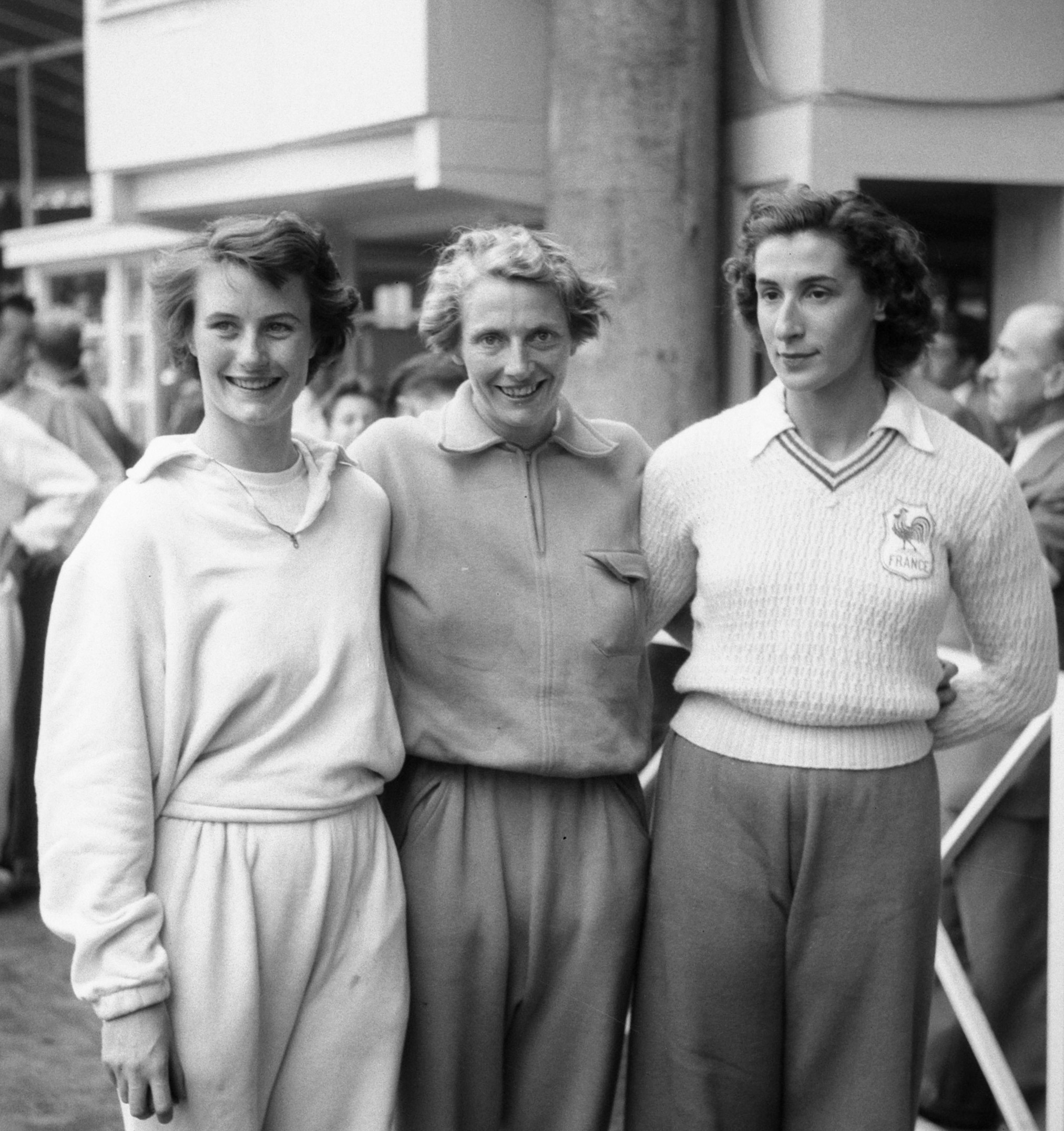
Die Medaillengewinnerinnen über 80 Meter Hürden (v. l. n. r.): Maureen Dyson, Fanny Blankers-Koen, Micheline Ostermeyer

26. August 1950
Wind: +0,9 m/s
| Platz | Name                 | Nation         | Zeit (s) |
| ----- | -------------------- | -------------- | -------- |
| 1     | Fanny Blankers-Koen  | Niederlande    | 11,1 CR  |
| 2     | Maureen Dyson        | Großbritannien | 11,6     |
| 3     | Micheline Ostermeyer | Frankreich     | 11,7     |
| 4     | Alexandra Jakuschewa | Sowjetunion    | 11,7     |
| 5     | Jean Desforges       | Großbritannien | 11,8     |
| 6     | Elene Gokieli        | Sowjetunion    | 11,8     |